# Osada obronna
Osada obronna – gród otoczony wałem drewniano-ziemnym i palisadą. Tego typu osady były budowane na jeziorach, w widłach rzek lub otaczane fosą. Przykładem takiej osady jest osada w Biskupinie.